# آقطی کانادایی
آقطی کانادایی (نام علمی: Sambucus nigra subsp. canadensis) نام یک گونه از سردهٔ آقطی است.